# 롬바르디아 동맹

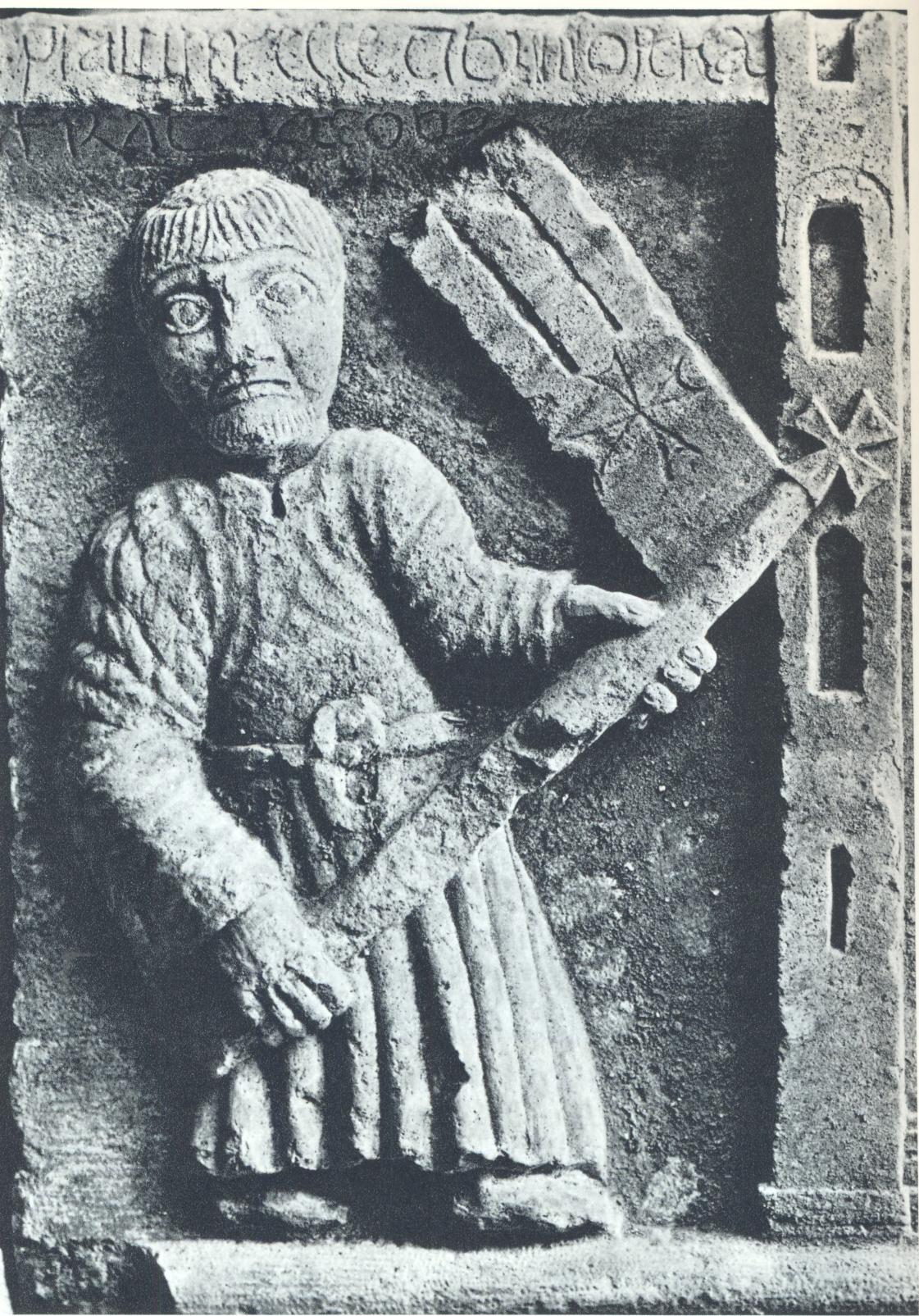
1162년 신성 로마 제국 황제 프리드리히 1세에 의해 파괴된 후, 1167년(롬바르디아 동맹이 창설된 해)에 밀라노에 다시 입성한 롬바르디아 동맹의 기수. 밀라노 포르타로마나(Porta Romana)의 박육조(1171년 작)

롬바르디아 동맹 (이탈리아어, 롬바르디아어: Lega Lombarda)은 신성 로마 제국의 일부이던 이탈리아 왕국에 영향력을 끼치려던 호엔슈타우펜가의 신성 로마 황제에 맞서, 교황의 지원을 받아 1167년에 창설된 중세 시대의 연합이다. 동맹의 최고 정점 때는 이탈리아 북부의 대부분의 도시가 참여했으나 시간이 지남에 따라 동맹국들이 바뀌게 된다. 세 번째이자 마지막 호엔슈타우펜가 출신 황제인 프리드리히 2세가 1250년에 사망함으로써, 동맹은 기능을 잃고 해체된다.

## 역사
신성 로마 제국 황제 프리드리히 1세가 1158년 론칼리아 법령으로 이탈리아에 대한 직접적인 지배권을 주장하고 그의 수행원들이 이탈리아 도시들의 포데스타 행정관들을 대체하기 시작하자, 1164년 베로나, 비첸차, 파도바, 베네치아 공화국이 조직한 이전의 베로나 동맹을 계승했다. 이탈리아 내에서 프리드리히 1세의 영향력이 감소하길 바라던 교황 알렉산데르 3세 (알레산드리아라는 도시가 그를 기념하며 이름 붙여짐) 가 이를 지원해주었다. 1167년 12월 1일 폰티다에서 결성된 롬바르디아 동맹은 베로나, 파도바, 비첸차, 베네치아 밖에도 크레마, 크레모나, 만토바, 피아첸차, 베르가모, 브레시아, 밀라노, 제노바, 볼로냐, 모데나, 레조에밀리아, 트레비소, 베르첼리, 로디, 페라라 같은 도시들과 말라스피나 후작과 에첼리노 다 로마노 같은 몇몇 영주들도 포함됐다.
신성 로마 제국으로부터 분리주의 모습을 보이지 않았지만, 동맹은 황제의 권리 (Honor Imperii)에 전적으로 맞섰다. 프리드리히 1세는 이 도시 연맹에 맞섰는데, 그중 특히 1162년에 점령당하여 파괴를 당한 밀라노가 그랬다. 그럼에도 불구하고 그는 더 이상 연맹에 맞설 수 가 없었다. 1176년 5월 29일 레냐노 전투에서 황제군이 결국에 패배를 당한 것이였다. 1177년에 이뤄진 베네치아 조약으로 1178년 8월부터 이탈리아 도시들이 신성 로마 제국에 잔류하기로 동의하고 그 지역들에 대한 사법권과 제왕들의 임직권(droit de régale)을 유지하기로 결정한 콘스탄츠 조약 합의가 이뤄진 1183년까지 6년 간의 강화가 이뤄졌다. 롬바르디아 동맹의 회원국 중 황제의 특혜를 받은 밀라노는 많은 크레모나 시민들에게 분쟁을 일으킨 특별한 지위를 가지기 시작하였다.

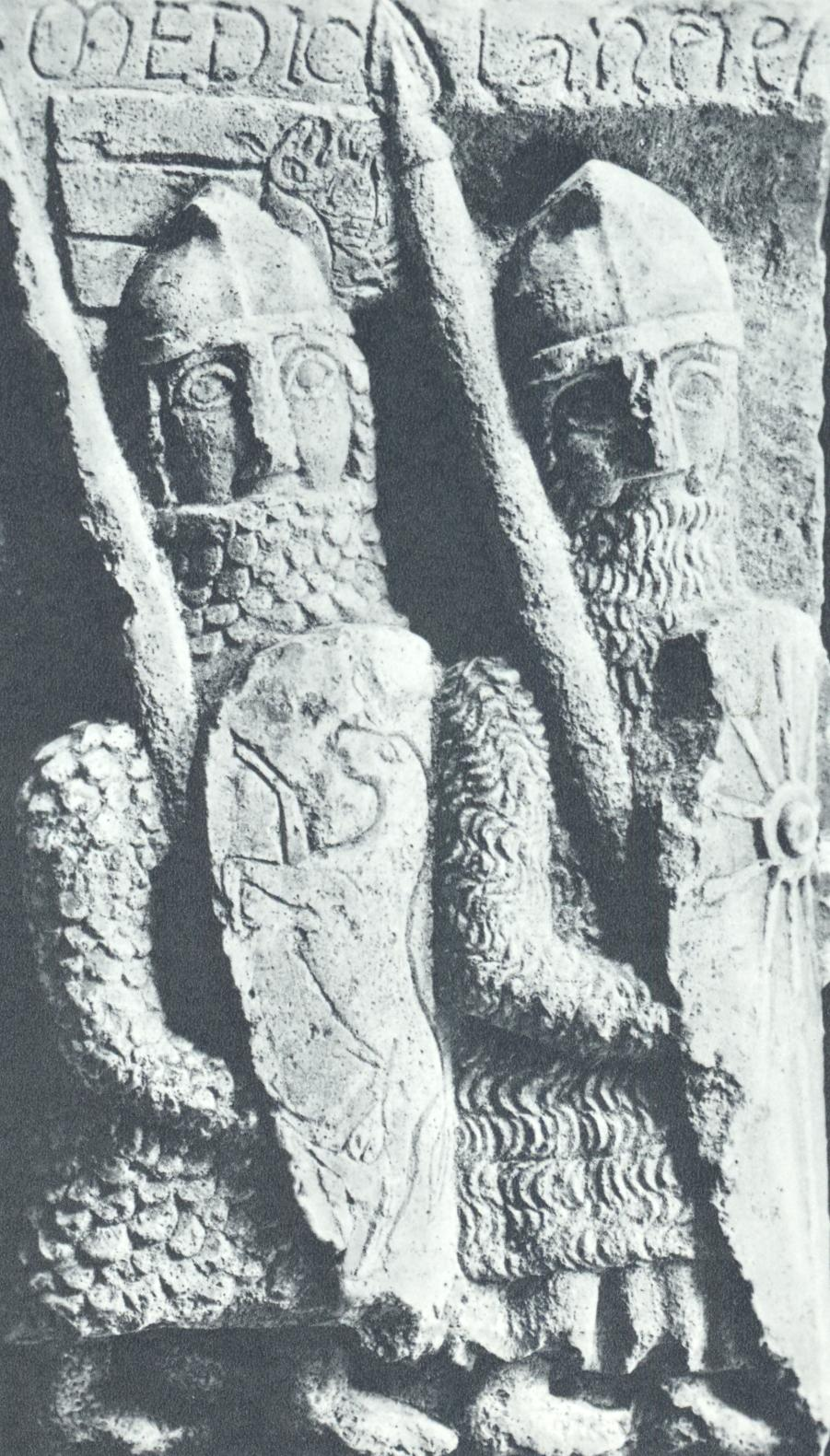
1171년 포르타로마나 부조에 새겨진 롬바르디아 동맹의 보병
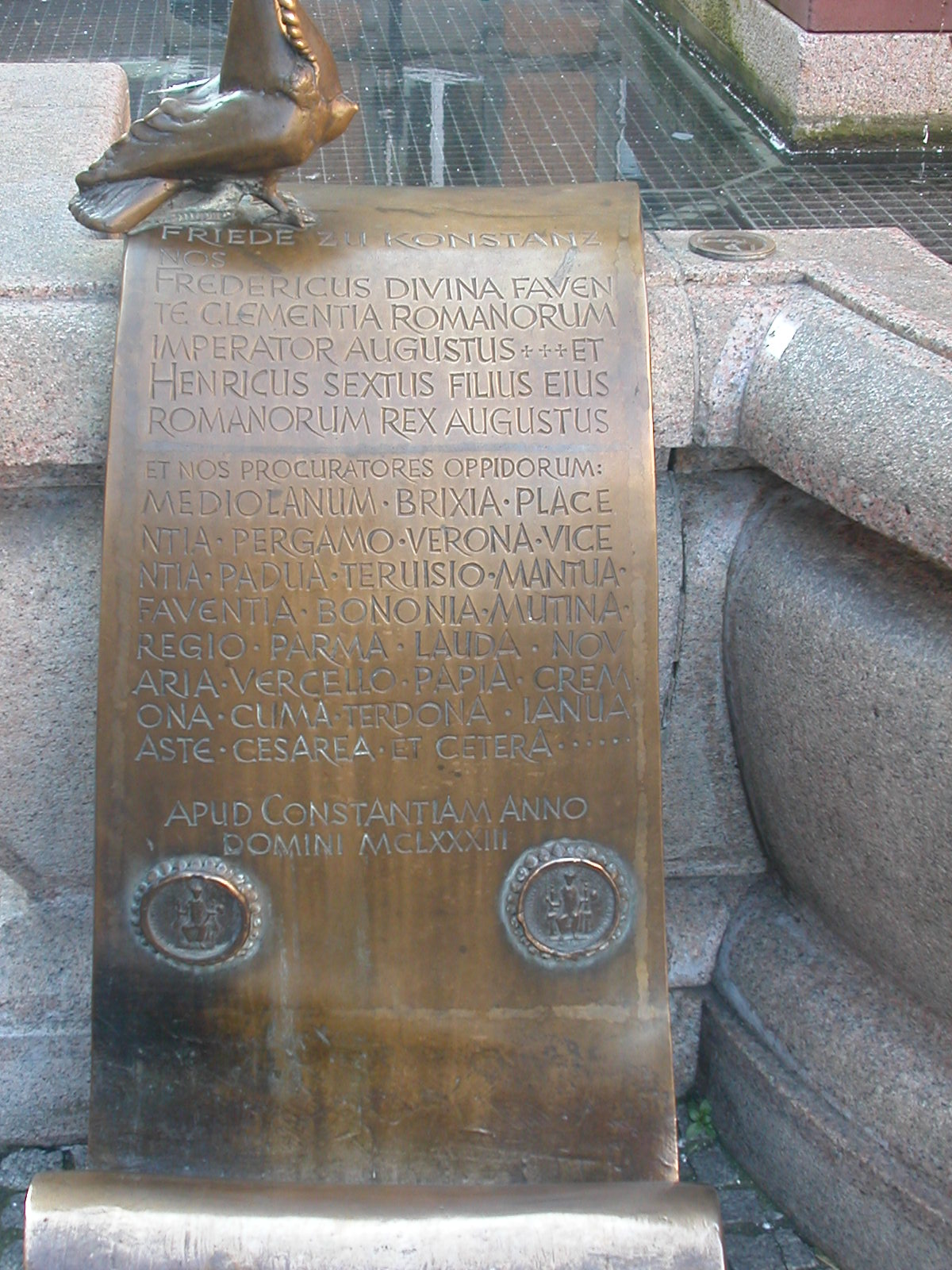
콘스탄츠에 있는 콘스탄츠 조약 합의서의 청동 모제품. 1183년 롬바르디아 동맹 회원국의 것을 인용했다.

롬바르디아 동맹은 여러 차례 재조직됐고 1197년 프리드리히의 아들 하인리히 6세의 죽음으로 위신을 얻은 한편, 로마왕으로 선출된 하인리히의 막내 아들 프리드리히 2세가 그의 경쟁 상대인 벨프 가문의 오토 4세와 신성 로마 제국 황제 제위를 두고 싸워야만 했다. 1218년부터 단독 로마왕, 1220년부터 단독 신성 로마 제국 황제가 된 프리드리히 2세는 1226년 제6차 십자군 전쟁에 대비하기 위해 이탈리아내 공작들을 소집했다.
이탈리아 내에서 힘을 얻고자 하던 프리드리히 2세의 노력은 롬바르디아 동맹이 소속된 도시들에 의해 실패했고 그들을 제국 추방령에 놓았다. 비아첸차 점령과 1237년 코르테누오바 전투에서 승리를 포함한 그의 조치들은 황제가 능수능란한 전략가라는 평판을 얻게 했다. 그럼에도 불구하고 그는 밀라노의 모든 평화 제의를 거절과 무조건 항복만을 요구하며 자신의 힘을 잘못 판단했다. 프리드리히의 증오심에 물든 이 결정과 모든 평화적 협상의 가능성을 차단한 것이던 이는 중대한 역사의 순간이였다. 밀라노와 다른 도시들은 그의 공격에 함께 맞섰고, 1238년 10월 그는 브레시아 공성전을 실패하고 만다.

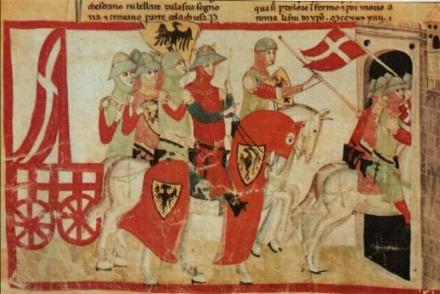
코르테누오바 전투를 묘사한 중세의 세밀화 (1237)
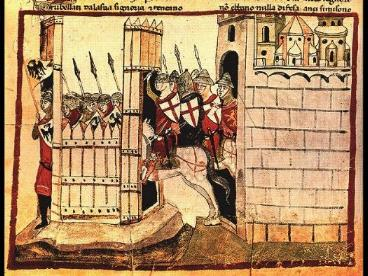
파르마 전투를 묘사한 중세의 세밀화 (1248)
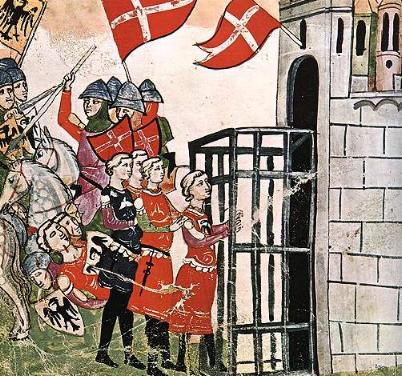
포살타 전투를 묘사한 중세의 세밀화 (1249)

롬바르디아 동맹은 1239년에 프리드리히 2세를 파문시킨 교황 그레고리오 9세의 지원을 받아, 황제의 노력에 효과적으로 맞섰다. 1248년 파르마 공성전이 벌어지는 동안, 황제군의 야영지가 기습을 당하여 점령당했고 뒤이은 전투에서 황제군은 퇴각했다. 프리드리히 2세는 교황과 이탈리아 도시들에 맞선 그의 분쟁을 지속할 희망을 상실하고 말았다. 롬바르디아 동맹은 프리드리히 2세가 사망한 1250년에 해체됐다. 이후 그의 후임자들은 이탈리아 정치에 그들의 미미한 영향력을 미치게 됐다.

## 같이 보기
- 롬바르디아
- 구엘프와 기벨린
- 구스위스 연방
- 루사티아 동맹
- 데카폴
- 한자 동맹
- 아리베르토 다 인티미아노